# Don Stephen Senanayake
Don Stephen Senanayake (in singalese දොන් ස්ටීවන් සේනානායක; 20 ottobre 1883 – Colombo, 22 marzo 1952) è stato un politico singalese.
È stato il primo Primo ministro dello Sri Lanka, quando si chiamava Ceylon, dal settembre 1947 al marzo 1952, ossia fino alla sua morte.
Ha guidato il Paese verso l'indipendenza dalla Gran Bretagna.